# تیان پرتوریوس
تیان پرتوریوس (انگلیسی: Tiaan Pretorius؛ زادهٔ ۱۹ فوریهٔ ۲۰۰۱) بازیکن راگبی ۷ نفره اهل آفریقای جنوبی است.
وی در مسابقات کشوری و بین‌المللی در مجموع برندهٔ ۱ مدال برنز شده است.